# Racho d'Autun
Pour les articles homonymes, voir Racho.
Racho d'Autun, Rachonis, de son vrai nom Rognabertus, mort à Autun en 659, est un religieux catholique d'origine franque, évêque d'Autun. Il est le premier Franc à occuper ce siège épiscopal.

## Biographie
Le nom de Racho d'Autun n'est pas inscrit dans les martyrologes universels faisant autorité dans l'Église ; les Hieronymiques, Adon, Bède et Usuard, l'ont omis. Mais il se trouve dans la transcription du martyrologe propre de l'église d'Autun, réalisée à la fin du XIIIe siècle : « V Kalendas Febroarii - Augustuduno, sancti Rachonis, episcopi et confessoris Nonas Decembris - Civitate Edua, translatio sancti Rachonis, episcopi et confessoris ».
Les calendriers, qui sont placés au commencement des nombreux manuscrits liturgiques d'Autun lui attribuent le titre d'évêque d'Autun : « Rachonis episcopi Eduensis ». La tradition locale repose sur l'inscription de son nom au martyrologe, sur une chapelle qui lui était dédié au sein du prieuré du même nom, un autel dans la cathédrale et la célébration de deux fêtes en son honneur. La légende en six leçons qui lui est consacrée dans les bréviaires des XIVe siècle et XVe siècle est très vague. Au point que si l'on enlève son nom, elle pourrait se rapporter à n'importe quel saint. Jusqu'au XVIIIe siècle, cela a suffi à l'Église et aux fidèles. Mais en 1669, la découverte accidentelle de ses reliques réveillèrent la curiosité et l'on commença à s'intéresser à sa vie.
On découvrit dans la Vie de saint Eustase, abbé de Luxeuil, par Jonas de Bobbio, écrite à la fin du VIIe siècle, qu'il y avait dans l'énumération des plus célèbres disciples du saint abbé, le nom d'un certain Ragnacharius, évêque de Bâle, et d'une autre église, nommée tantôt Augustanæ, tantôt Augustuduni. Il n'en fallut pas moins pour servir de fondement à la légende de Racho d'Autun, et la piété et l'orgueil se trouvèrent satisfait de cette illustre généalogie, que le rédacteur du bréviaire d'Autun en 1728, adopta. Cette attribution allait bon train puisqu'elle fut adopté  par Chastellain lui-même dans son Martyrologe Universel.L'abbé Jean Lebeuf contredit cette version dans le Mercure de France. Faire gouverner par le même évêque deux églises aussi distantes l'une de l'autre que celles d'Autun et de Bâle, confondre la première avec Augst, l'antique et bien connue Augusta Rauracorum, était manquer de critique. Gagnare, l'auteur de L'Histoire de l'Église d'Autun, se contenta de passer sous silence les origines du saint et ne conserva que sa qualité d'évêque d'Autun. Dans un opuscule paru en 1700, sans nom d'auteur, Abrégé de la vie de saint Rocho…, l'auteur nous dit que l'évêque « saint Racho de l'illustre famille des rois de Bourgogne […], étoit petit de corps, mais qu'il avoit un esprit subtil et très pénétrant, l'innocence de son âme paroissant sur la simplicité de son visage, etc. ».